# Murray Cockburn
Murray Cockburn, född 17 oktober 1933, är en friidrottare från Kanada. Han deltog vid olympiska sommarspelen 1956.